# 克雷科蒂約區
克雷科蒂約區（西班牙語：Distrito de Querecotillo），是秘魯的一個區，位於該國西北部皮烏拉大區的蘇亞納省，始建於1950年11月10日，面積270.08平方公里，海拔高度65米，2005年人口24,038，人口密度每平方公里89人。